# 病院情報システム
病院情報システム（HIS）は、主に病院管理上のニーズに焦点を当てた医療情報学の一要素。
多くの実装では、HISは、医療、管理、財務、法的な問題やそれに付随するサービスの処理など、病院の運営のすべての側面を管理するように設計された、包括的で統合された情報システムである。
病院情報システムは、病院管理ソフトウェア（HMS）または病院管理システムとも呼ばれる。
病院情報システムは、患者の病歴に関する一般的な情報源を提供する。システムはデータを安全な場所に保管し、個々の状況で誰がデータにアクセスできるかを制御する必要がある。これらのシステムは、患者の健康情報を提供し、必要な場面で履歴にアクセスすることにより、医療専門家がケアを調整する能力を強化する。患者の臨床検査情報には、専門家が入手可能なX線などの視覚的所見も含まれる。
病院情報システムは、医療提供者間の内部および外部のコミュニケーションを提供する。ベッドサイドでは、スマートフォンやタブレットなどのポータブルデバイスを使用できる。
病院情報システムは、多くの場合、専門分野固有の拡張機能群を備えた1つまたは複数のソフトウェアコンポーネントと、マルチベンダー市場における医療専門分野の多種多様なサブシステムで構成される。特殊な実装名として、laboratory information system（LIS）、ポリシーおよび手順管理システム 、放射線科情報システム（RIS）、医療用画像管理システム （PACS）が挙げられる。
病院情報システムの潜在的な利点は次の通り
- 財政の効率的かつ正確な管理、患者の食事療法、工学、および医療援助の配布。病院の成長の全体像を把握するのに役立つ。
- 薬物使用の監視の改善、および有効性の研究。より適切な医薬品の利用を促進しながら、有害な薬物相互作用の減少につながる。
- 情報の整合性を高め、転記エラーを減らし、情報エントリの重複を減らす。 [2]
- 病院のソフトウェアは使いやすく、手書きによるエラーを排除する。